# تابولا راسا (پارت)

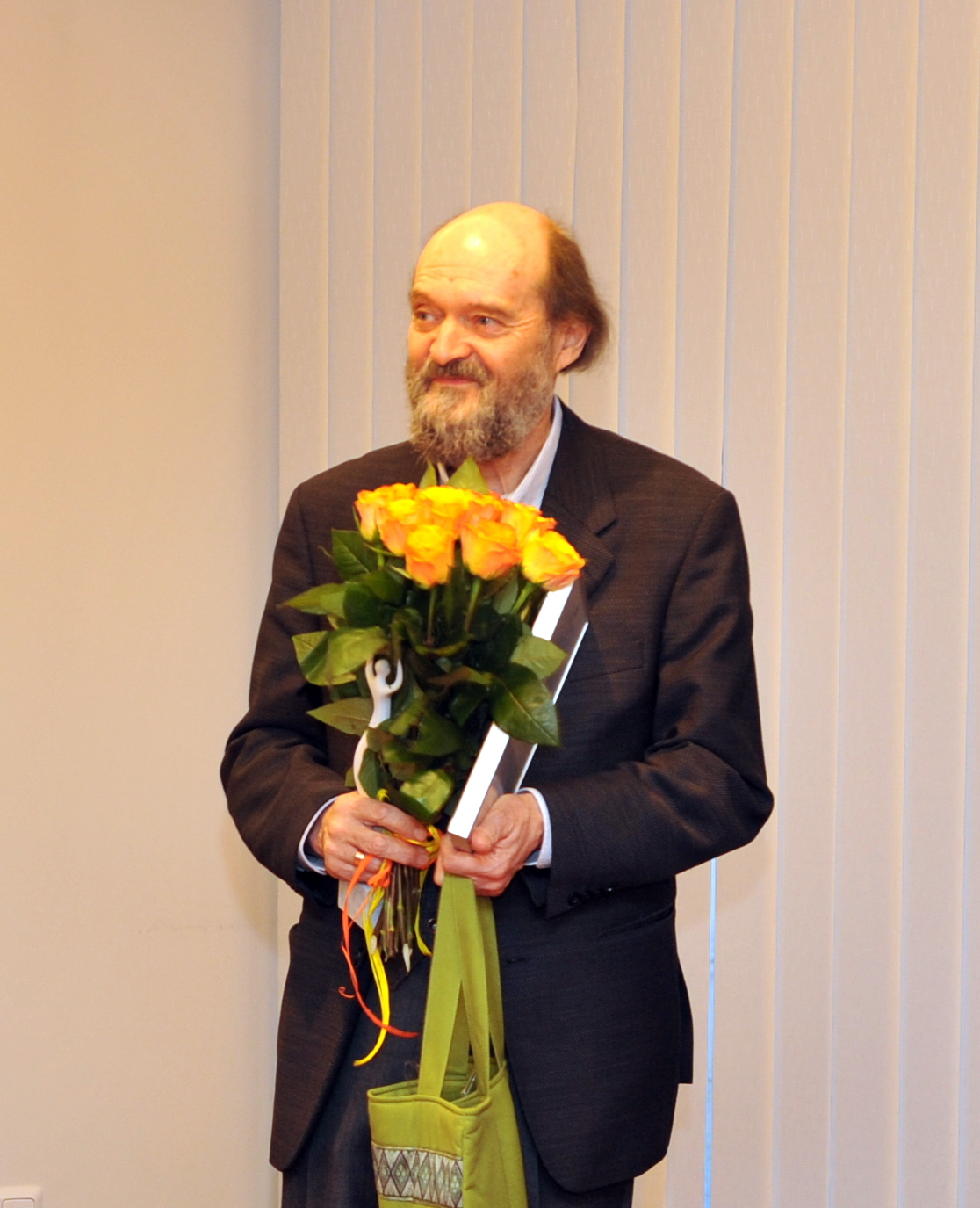
آروو پارت

تابولا راسا (به لاتین: Tabula Rasa) کنسرتویی برای دو ویلن (یا یک ویلن و یک ویولا) همراه با پیانو دستکاری‌شده می‌باشد که در سال ۱۹۷۷ میلادی توسط آهنگساز استونیایی، آروُ پارت تصنیف شده است. از دو موومان تشکیل شده و اجرای آن در حدود ۲۶ دقیقه زمان می‌برد.

## تاریخچه
آروو پارت در سال ۱۹۶۸ وارد یک دوره سکوت و خودسازی هنری شد که تا سال ۱۹۷۶ ادامه یافت و منجر به ایجاد سبک منحصر به‌فرد او گردید. وی پس از آن به تصنیف چندین قطعه پرداخت که از شناخته‌شده‌ترین آثارش گردیدند. تابولا راسا نیز یکی از این آثار بود که آروو پارت آن را به درخواست یکی از دوستانش، اری کلس، تصنیف و به گیدون کرمر تقدیم کرد. این قطعه نخستین بار در سپتامبر ۱۹۷۷ در تالین اجرا شد. آلفرد اشنیتکه پیانو دستکاری‌شده را نواخت و کرمر یکی از تکنوازان ویلن بود.
ئی‌سی‌ام رکوردز در سال ۱۹۸۴ تابولا راسا را در آلبومی منتشر کرد که موجب شناخته‌شدن پارت در خارج از اروپای شرقی شد.

## ویژگی‌ها
تابولا راسا از دو موومان تشکیل شده است. موومان نخست «بازی» (به لاتین: Ludus) نام دارد. که با تکنوازی ویلن‌ها و سکوت‌های غیر منتظره آغاز می‌گردد. موومان دوم «سکوت» (به لاتین: Silentium) نام دارد که نسبت به موومان نخست ضرب‌آهنگ پایین‌تری دارد. در پایان قطعه دلیل نامگذاری این موومان آشکار می‌گردد. به‌گونه‌ای که نت‌های پایانی به زحمت شنیده می‌شوند و قطعه در سکوت پایان می‌یابد.